# Setodes niveogrammicus
Setodes niveogrammicus är en nattsländeart som beskrevs av Schmid 1987. Setodes niveogrammicus ingår i släktet Setodes och familjen långhornssländor. Inga underarter finns listade i Catalogue of Life.